# Stola (romersk klädedräkt)

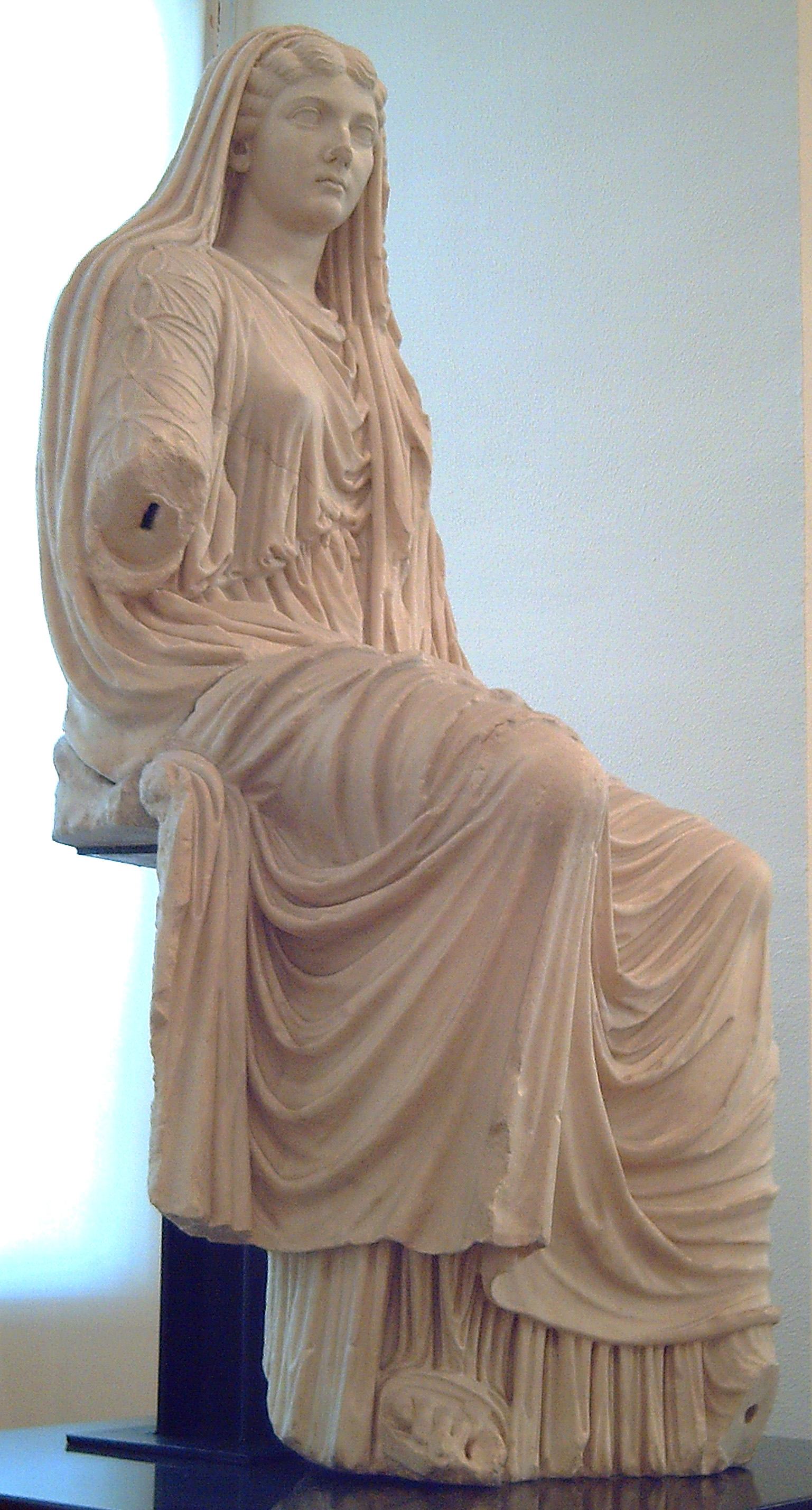
Kejsarinnan Livia i tunika under en stola och med en palla överst.

Stola var ett av plaggen i den romerska kvinnans traditionella klädedräkt, som motsvarade männens toga. 
Stolan var fotsid, bars med en gördel och fästes med en fibula vid axeln. Det utgjorde det mellersta av tre lager i kvinnans dräkt och bars ovanpå tunikan och under pallan. 

## Beskrivning
Underst närmast kroppen bar alla romare en tunika, som för kvinnors del var fotsid och hade ärmar. Över tunikan bars stolan. Stolan var ett ärmlöst, fotsida plagg, som fästes med spännen ovanför axlarna, och gärna bars med ett bälte eller en gördel strax under bysten. 
Stolan hade inget typiskt material eller färg, utan kunde vara av linne, ylle eller siden, med fritt färgval. Det var populärt att bära stolan med färgade bårder, gärna i purpur. 
Ovanpå stolan bars slutligen en palla, som utgjorde det tredje och yttersta lagret i den kvinnliga versionen av den traditionella romerska klädedräkten.

## Historik och betydelse
Stolan bars av en vuxen romersk kvinna efter hennes giftermål, och var ett tecken på hennes status som vuxen och respektabel gift kvinna och romersk medborgare. Prostituerade och kvinnor som var frånskilda på grund av otrohet fick inte klä sig i stola, utan enbart toga.
I praktiken var stolan ett plagg som främst bars av kvinnor ur den sociala eliten, matrona stolata, och även av dem främst bara vid högtidliga tillfällen. Vanligen bar den romerska kvinnan enbart tunikan som vardagsplagg. Kejsar Augustus idealiserade stolan som en typ av romerskt nationalplagg och den bars fortsatt som högtidsdräkt fram till cirka 170 e.Kr., när den tycks ha fallit ur bruk.